# Jedan od onih života
Jedan od onih života osmi je studijski album novosadskog kantautora Đorđa Balaševića. Objavljen je 1993. godine. Bavi se uglavnom ratnom tematikom, a pjesme koje se ističu na ovom albumu su "Krivi smo mi", "Provincijalka" i pjesma posvećena Vukovaru, zbog koje je bio protjeran od tadašnje vlasti, "Čovek sa mesecom u očima".

## Popis pjesama
1. Ja luzer? (4:29)
2. The Last March (4:18)
3. Krivi smo mi (4:46)
4. Posvađana pesma (4:21)
5. Dan posle ponedjeljka (4:24)
6. Provincijalka (4:48)
7. Portret mog života (3:46)
8. Stari laloški vals (5:53)
9. Čovek sa mesecom u očima (6:37)